# Stelo
A stelo (magyar ford.: csillag) az eszperantó kultúrában nemzetközi valuta elnevezése is, amelyet főként az eszperantó mozgalomban használnak. Az első ilyen valutát az 1940-es években kezdték használni az Universala Ligo ülésein, különböző fémekből készült érmék kerültek elő. Egy másik, azonos nevű pénznemet használtak a 2010-es években főleg eszperantó ifjúsági találkozókon Európában és Brazíliában. Az Eszperantó útlevél a világba videó tanfolyamon a stelót pénznemként használták a karakterek kitalált világában.

## A stelo bemutatása

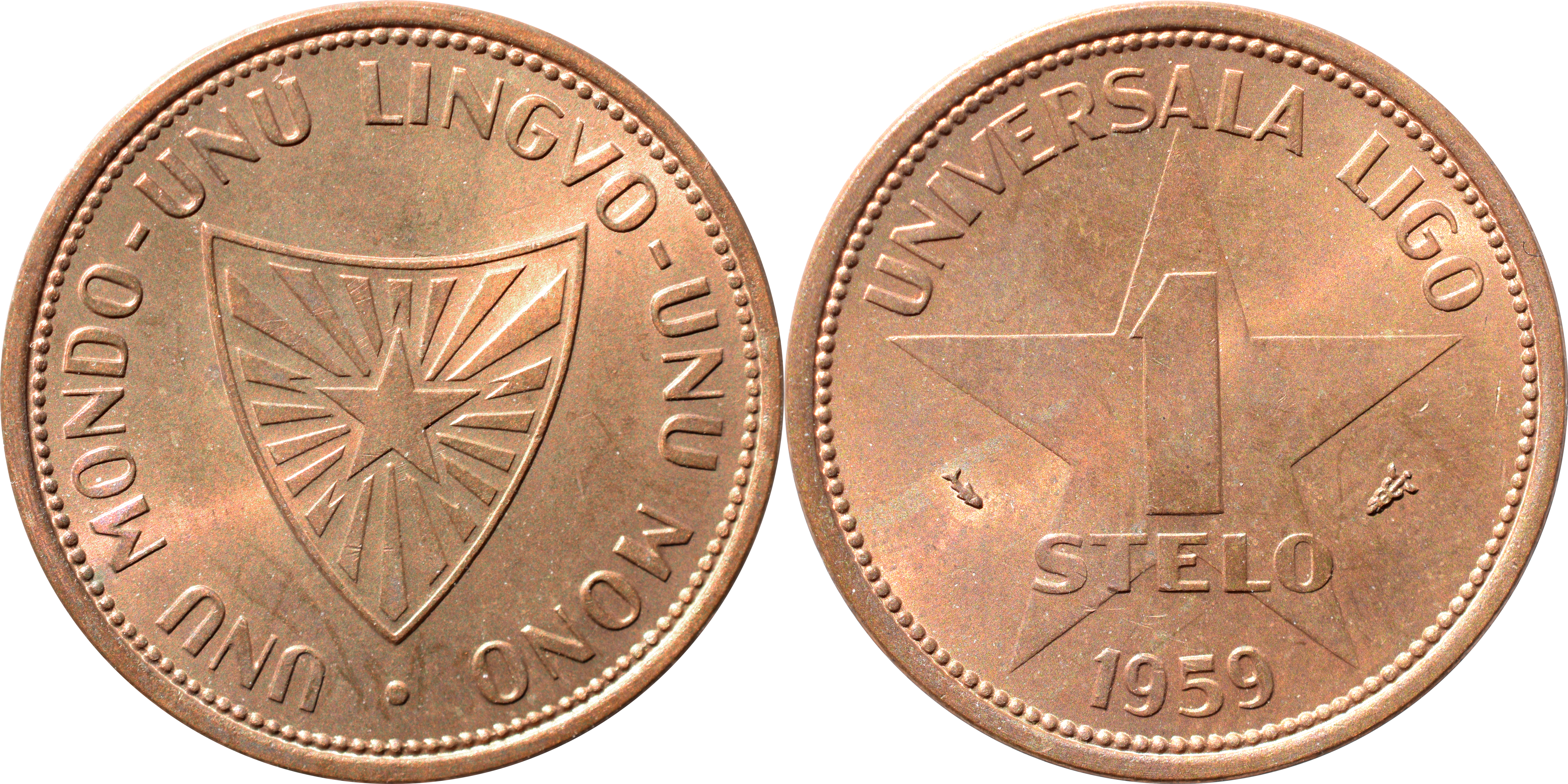
1 stelo
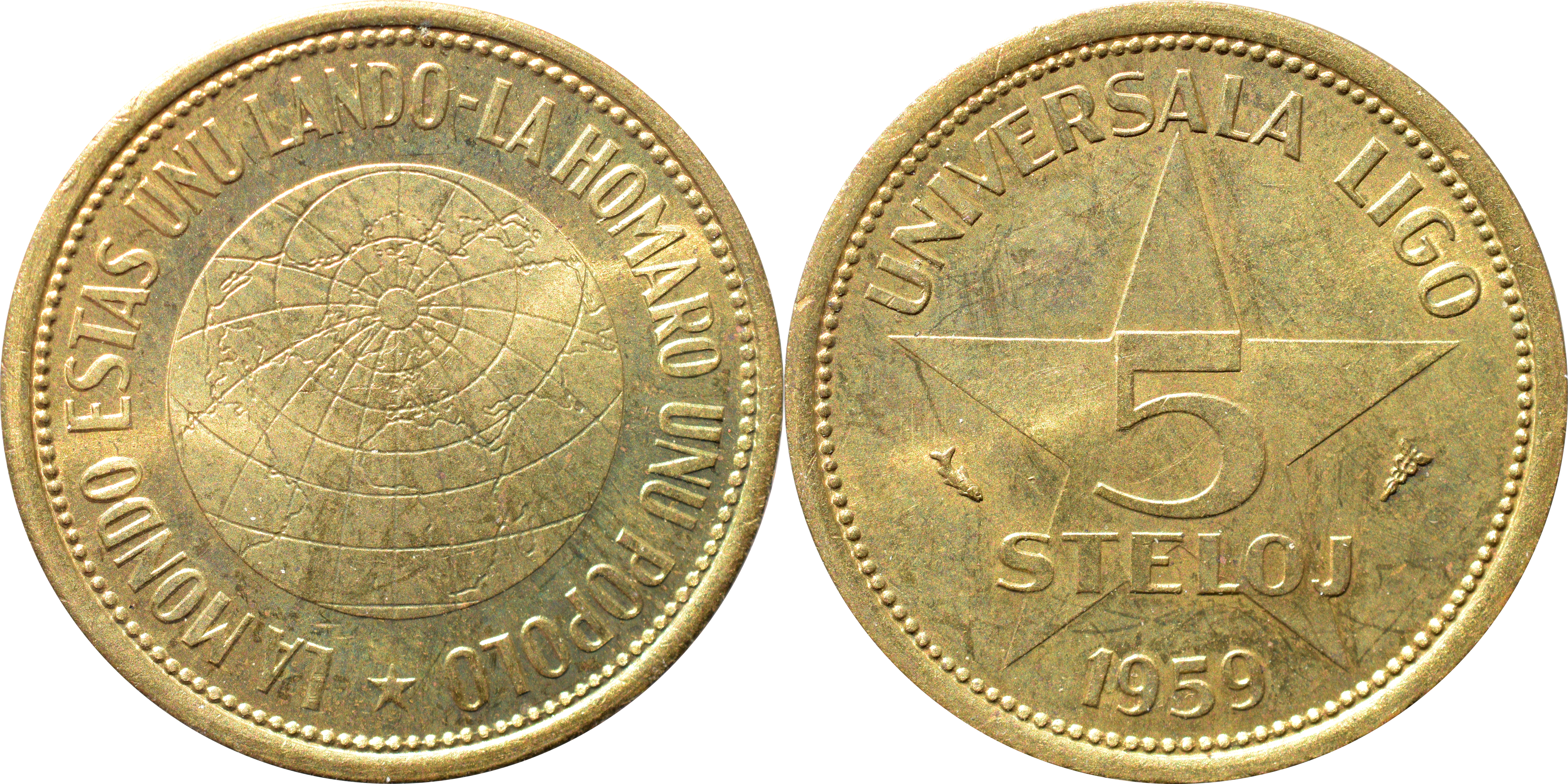
5 steloj
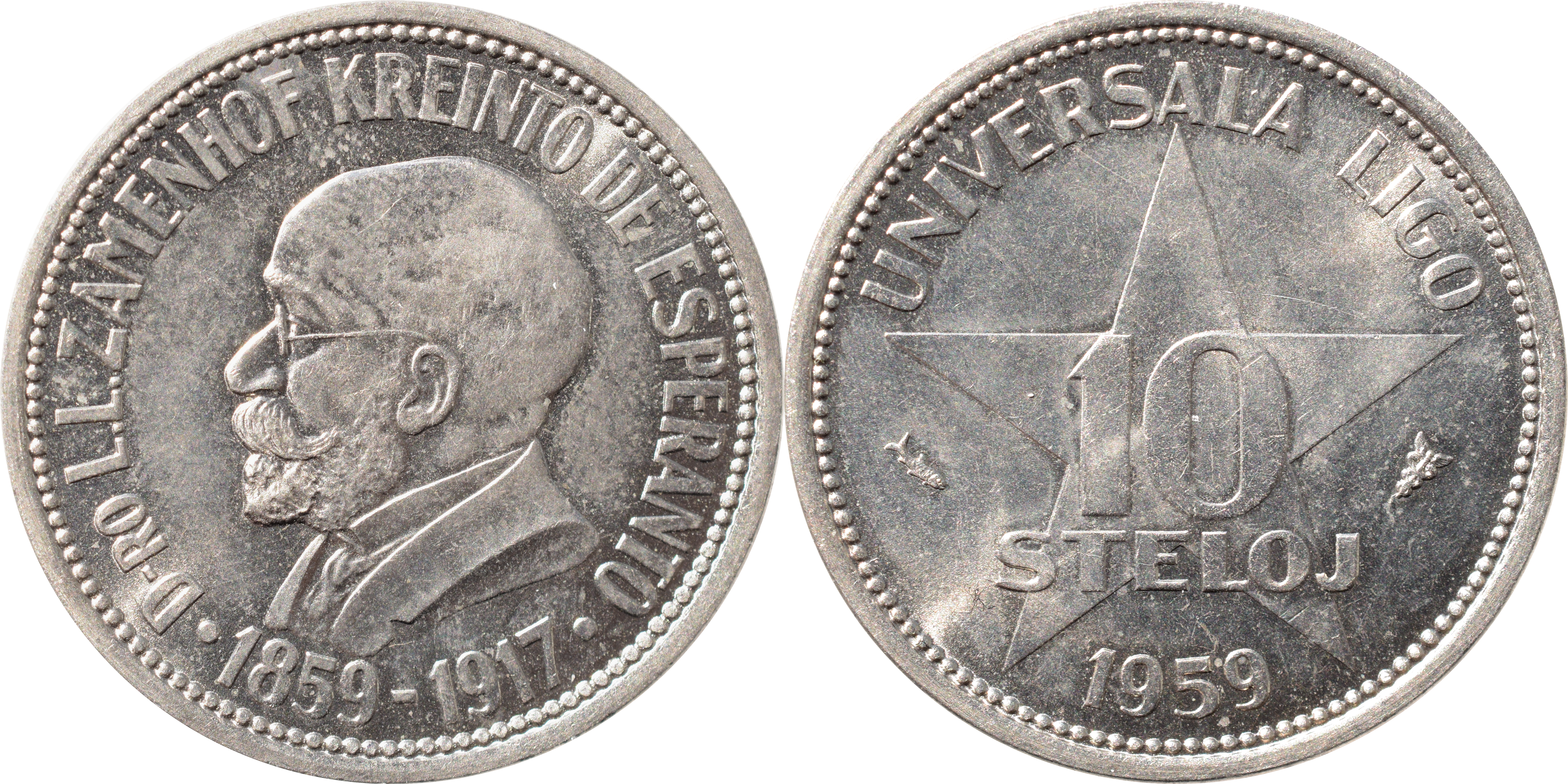
10 steloj
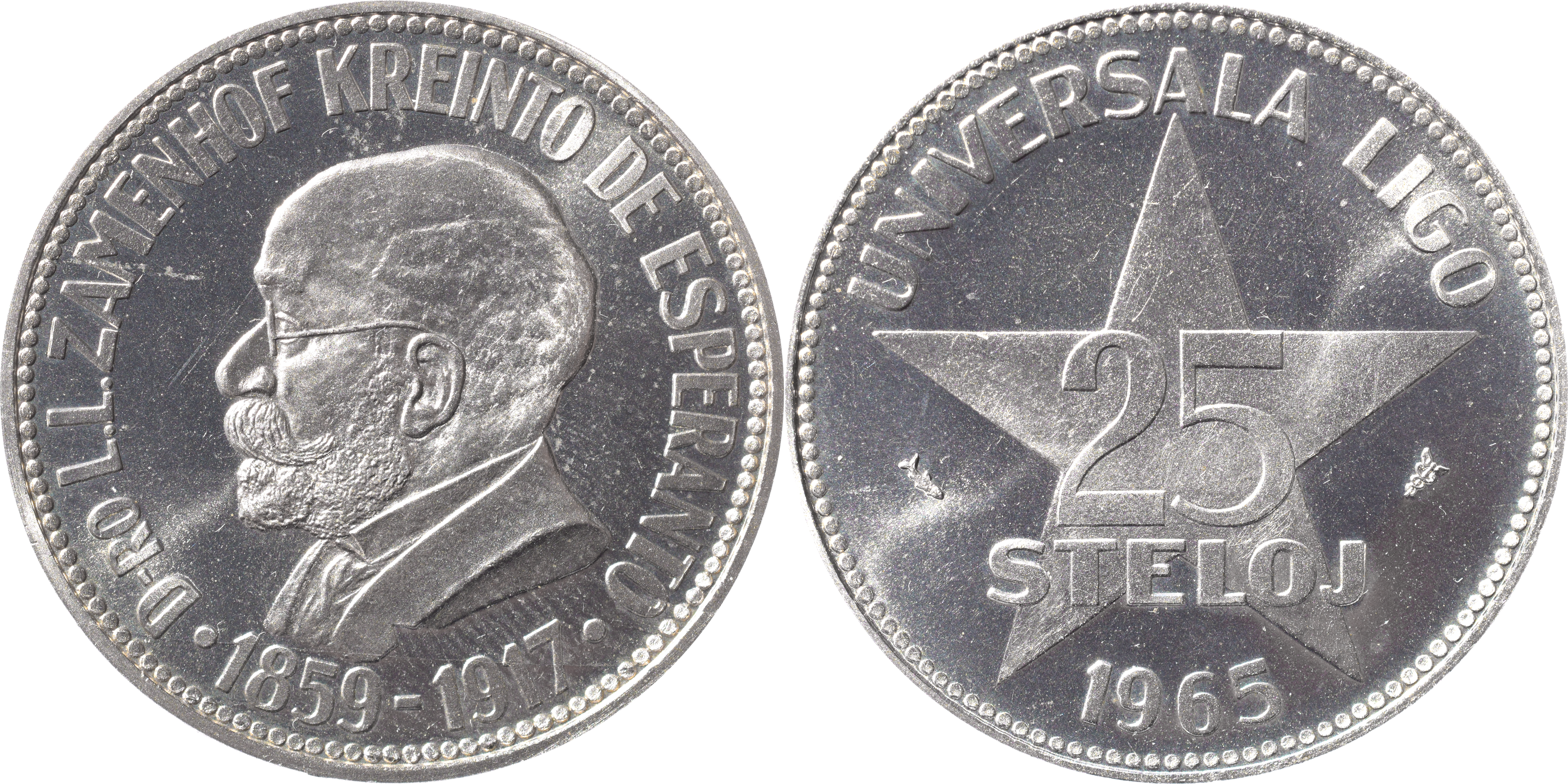
25 steloj (cupronickel)
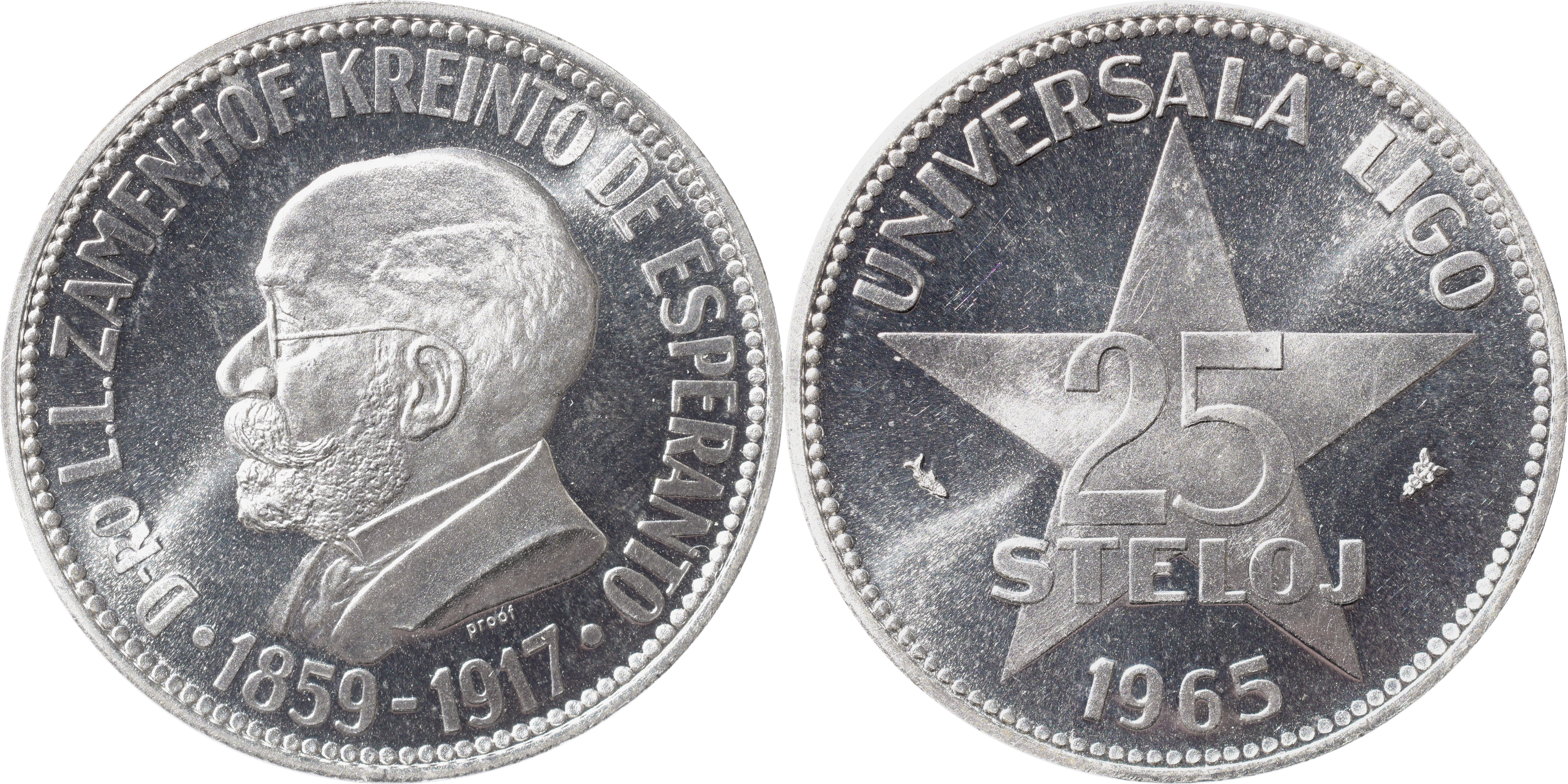
25 steloj (ezüst)
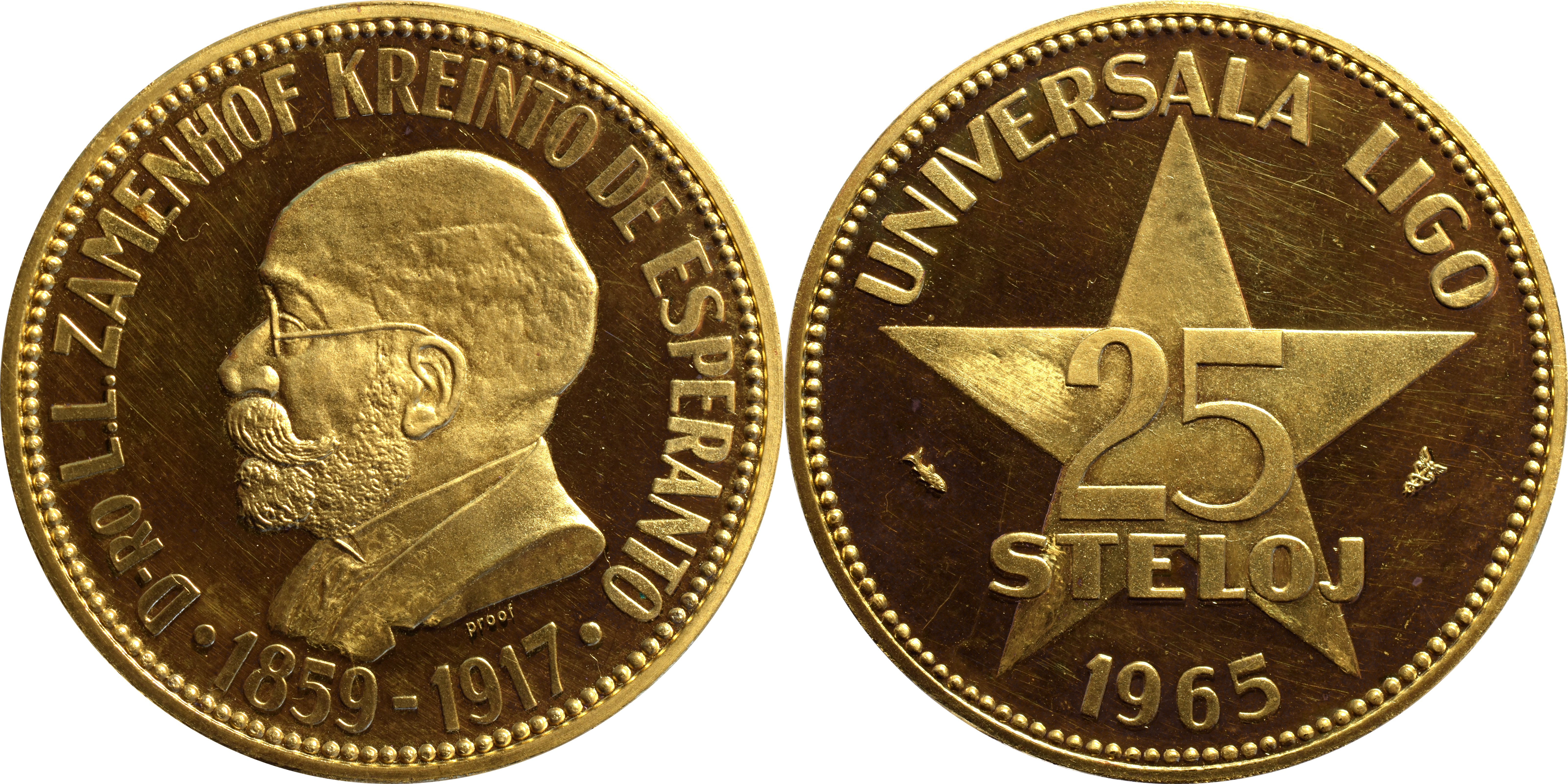
25 steloj (arany)
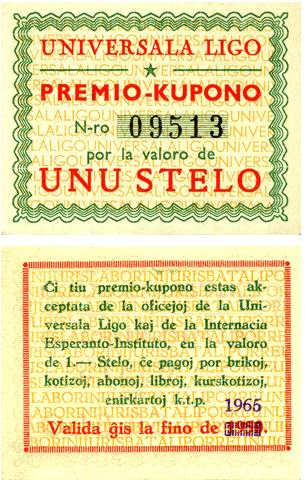
1 stelo kupon
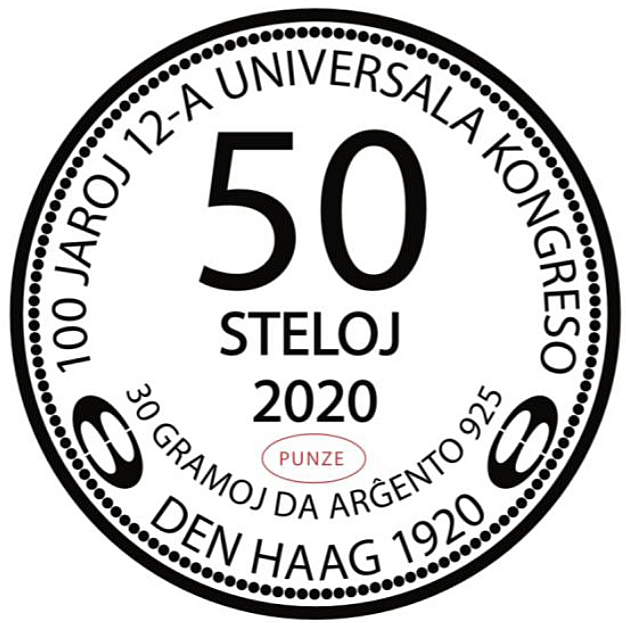
50 steloj (érték oldala)
50 steloj

## Universala Ligo
Eredetileg a stelo valutát az Universala Ligo (UL) találkozóin kezdték használni. 1942-ben hozták létre, és több évtizeden keresztül eszperantó környezetben használták. 1959-ben az UL úgy döntött, hogy kiadja a stelo fém változatát az eszperantó jubileumi évének megünneplésére. Az első 1960. június 28.-án jelent meg, a holland állami pénzverdében készült.
Elméletileg 1 csillag 1 kg kenyér árának felelt meg, de a gyakorlatban az értékét a holland gulden (NLG) értékéhez kapcsolták. Abban az időben 1 stelo 0,25 NLG-nek felelt meg. 1960-ban 1 (bronz), 5 (sárgaréz) és 10 (réz-nikkel) csillagos érméket készítettek.
1965-ben kiadták a 25 stelo ezüstérmét. 1965-ben készült az UL megrendelésére, és a svájci Holy Freres pénzverde bélyegzője volt. 0,900 százalékban tartalmaztak ezüstöt.
A különféle eszperantó szolgáltatások és áruk árai sokáig zseniálisan fixek voltak, de az évek múlásával ez lassan elavulttá vált.
Az 1990-es években az UL hivatalos zárásakor a megmaradt stelo érméket átadták az Eszperantó Világszövetségnek. Az UEA könyvszolgálatánál ajándéktárgyként megvásárolhatók.
A Month magazin 2017 júniusában számolt be a 25 stelo aranyérme (50 grammos) létezéséről, melynek értéke 1800 euró. A magazin ezzel egy időben hirdetett egy aukciót, amelyen egy ilyen példányt legalább 2500 euróért kíván eladni.

## Műanyag stelo valuták
A 2010-es években a stelo nevű érméket műanyagból készítik, amelyeket eszperantó találkozón használnak, különösen a fiatalok körében népszerű. A valutaegységet a Stelaro nevű testület irányítja, amely kiszámítja az árfolyamokat, őrzi az valutaállományt, és fiókokat nyit a különböző eszperantó találkozókon. 1 ★, 3 ★ és 10 ★ értékű érmék jelentek meg.
| Képes oldala | Érték oldala |     | |
|              |              | 1★  | Az érme oldalán egy bagoly jelenik meg, vagyis mivel ez az érme általában egy tea értékű a Gufujo -ban.                                                           |
|              |              | 3★  | Az érme oldalán egy papagáj jelenik meg azért, mert ezt az érmét gyakrabban használják ételvásárlásra, és akik esznek, gyakran sokat beszélnek, mint egy papagáj. |
|              |              | 10★ | Az érme oldalán megjelenik egy krokodil, vagyis mivel ezt az érmét használják leginkább a bárban, így egy idő után "krokodilkodni kezd" a valuta tulajdonosa.     |

## Az új 100-stelo pénz-érem 2018
René de Saussure 150. születésnapja alkalmából 2017 októberében megjelent az első 999/1000 tisztaságú ezüstből készült stelo-érme. A névleges 100 stelo, a tömeg egy uncia, tehát 31,1 gramm. Az ezüstár szerint (2017. október) 1 € = 5 csillag. Időnként további jelöléseket adnak ki.

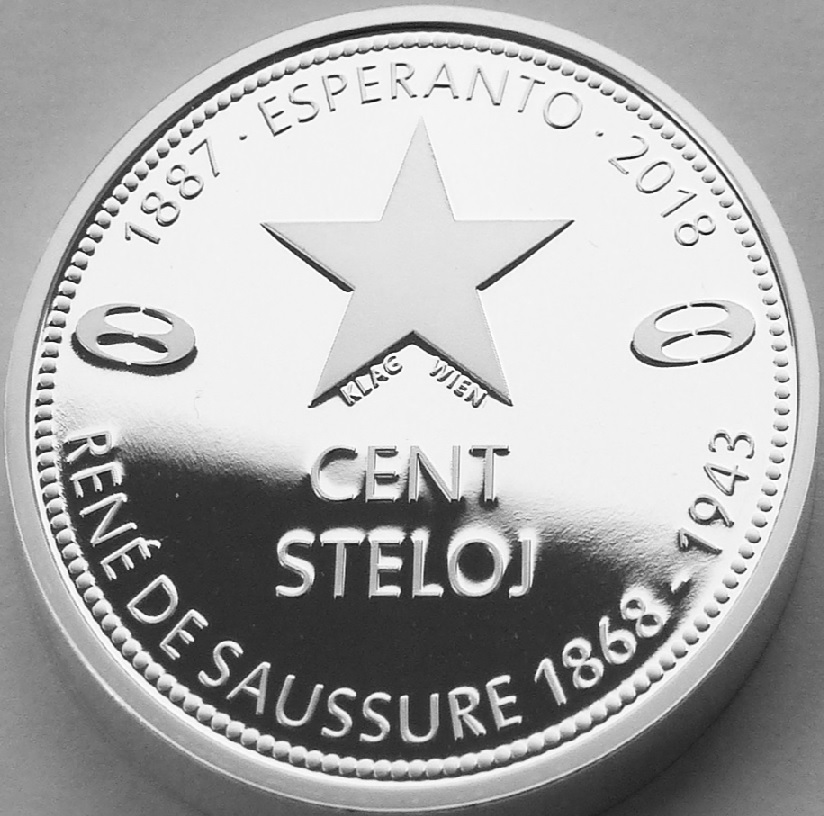
100 steloj - 2018
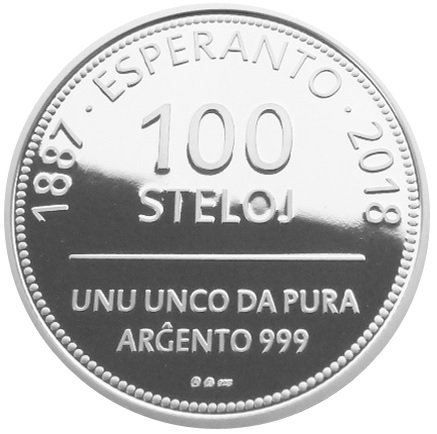

## Spesmilo
Bővebben: a Spesmilo-ról

## Fordítás
- Ez a szócikk részben vagy egészben  a   Stelo (monunuo) című eszperantó Wikipédia-szócikk ezen változatának fordításán alapul.  Az eredeti cikk szerkesztőit annak laptörténete sorolja fel. Ez a jelzés csupán a megfogalmazás eredetét és a szerzői jogokat jelzi, nem szolgál a cikkben szereplő információk forrásmegjelöléseként.